# Gluecifer
I Gluecifer sono un gruppo rock and roll/hard rock di Oslo, Norvegia. Formatosi nel 1994 e scioltosi nel 2005, hanno prodotto molti dischi underground nei loro primi anni e, il loro album di debutto fu Kings of Rock. Alla fine del 2017 hanno annunciato delle date per il 2018 nei maggiori festival estivi.

## Formazione

### Ultima formazione
- Biff Malibu – voce (1994-2005, 2018-presente)
- Captain Poon – chitarra, voce addizionale (1994-2005, 2018-presente)
- Peter Larsson – basso, voce addizionale (2018-presente)
- Raldo Useless – chitarra (1996-2005, 2018-presente)
- Danny Young – batteria (1997-2005, 2018-presente)

### Ex componenti
- Kåre João Pedersen – chitarra (1994-1995)
- Sindre Wexelsen Goksøyr – chitarra (1994-1996)
- Anders Møller – batteria (1994-1997)
- Jon Average – basso, voce addizionale (1994-2000)
- Stu Manx – basso, voce addizionale (2000-2005)

## Discografia

### Album in studio
- 1997 - Ridin' the Tiger
- 1998 - Soaring with the Eagles at Night, to Rise with the Pigs in the Morning
- 2000 - Tender is the Savage
- 2002 - Basement Apes
- 2004 - Automatic Thrill

### Compilation
- 2008 - Kings of Rock: Best of and Rarities

### EP
- 1996 - Dick Disguised As Pussy[2]
- 1998 - Gary O´Kane[3]
- 1999 - Respect The Rock America[3]
- 1999 - Head To Head Boredom[3]
- 1996 - Nineteen Inches Of Rock
- 2000 - Get The Horn
- 2002 - Respect The Rock
- 2002 - Reversed
- 2003 - Ritual Savage

### Singoli
- 1995 - God's Chosen Dealer
- 1997 - Leather Chair
- 1997 - Shitty City
- 1997 - Dambuster
- 1998 - Mano-a-Mano
- 1998 - Lard Ass Hagen
- 1998 - Get the Horn
- 1998 - The Year of Manly Living
- 1998 - Boiler Trip
- 1999 - Get that Psycho Out of My Face
- 1999 - Gluecifer/Murder City Devils
- 2002 - Easy Living
- 2002 - Losing End
- 2004 - A Call from the Other Side